# احتشام (اسم)
احْتِشَام هو اسم علم مؤنث من أصل عربي، ومعناه هو الحياء والأدب والخجل.